# Phare d'East Brother Island
Le phare d'East Brother Island est un phare situé sur l'île d'East Brother près de Point San Pablo à Richmond en Californie. Il marque la limite entre la baie de San Pablo et la baie de San Francisco.
Construit en 1874 et automatisé en 1969, le phare est conçu en style stick (en) par Paul J. Pelz (en). Depuis 1980, la maison du gardien inoccupée depuis l'automatisation du phare, propose des chambres d'hôtes.
Le phare de l'île est un California Historical Landmark et est inscrit au Registre national des lieux historiques.

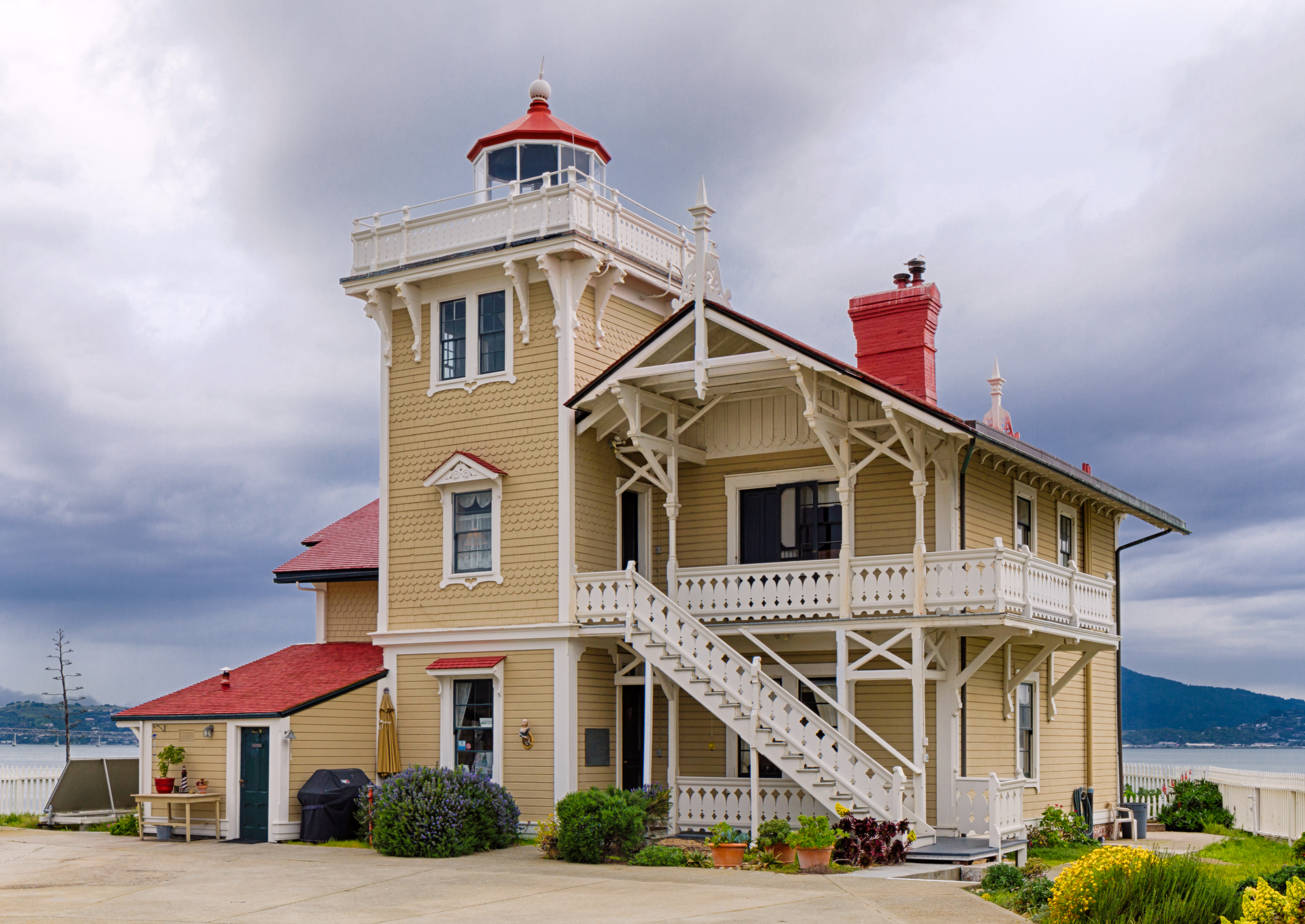
Phare d'East Brother Island.

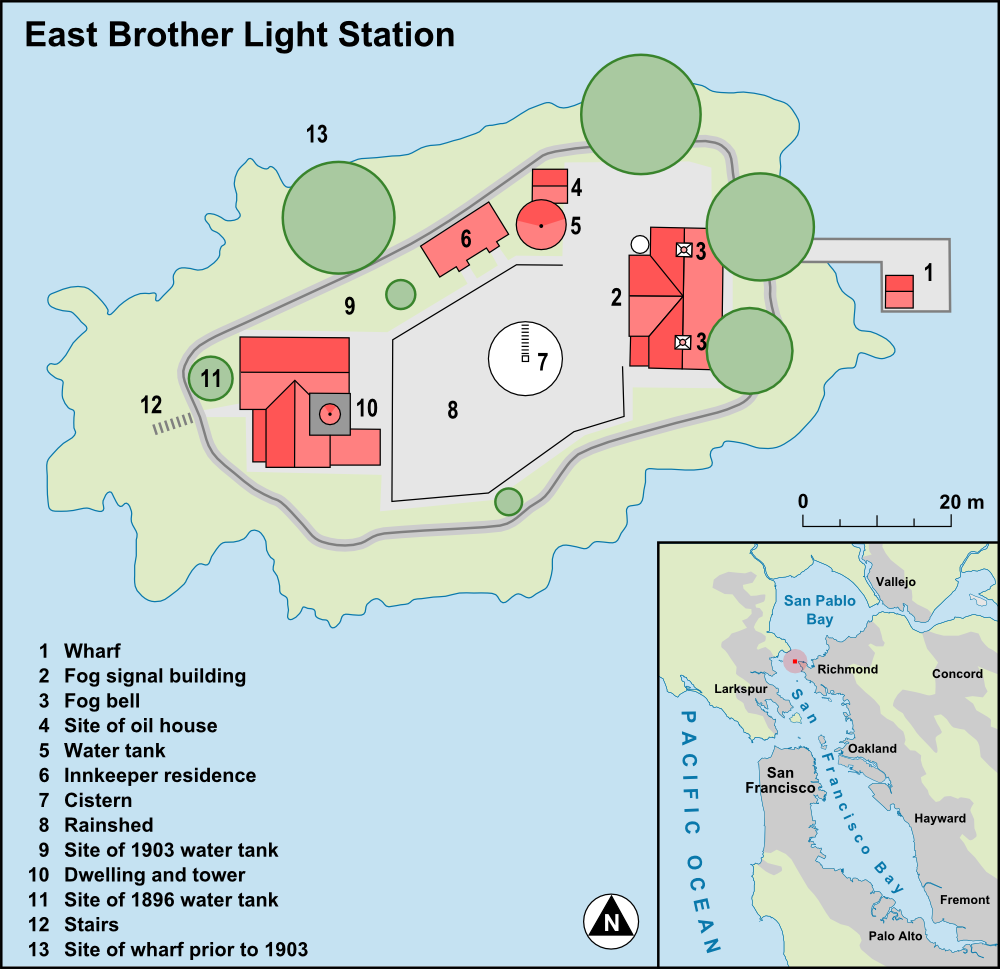
Carte d'East Brother Island.